# Swae Lee
Swae Lee, artiestennaam van Khalif Malik Ibn Shaman Brown (Inglewood (Californië), 7 juni 1993), is een Amerikaanse rapper en singer-songwriter. Naast zijn solo carrière behaalde hij ook successen samen met zijn broer Slim Jxmmi (Aaquil Brown, 29 december 1991) waarmee hij het hiphop duo Rae Sremmurd vormt.
In 2017 had hij een samenwerking met French Montana in de single "Unforgettable" die in de top tien van de Billboard Hot 100 kwam en later werd gecertificeerd als Diamant (10 keer platina) door de Recording Industry Association of America (RIAA). In 2018 bracht hij met Post Malone de single "Sunflower" uit als soundtrack voor de film "Spider-Man: Into the Spider-Verse". Het nummer werd genomineerd voor twee Grammy Awards en bereikte de Diamant-status en werd door de RIAA 17 keer platina gecertificeerd. Hij was ook te horen op de single "Close to Me" van Ellie Goulding en Diplo die de nummer één plaats bereikte in de Amerikaanse Adult Top 40.